# Národní divadlo (Sarajevo)
Národní divadlo v Sarajevu (srbsky Народно позориште/Narodno pozorište, bosensky Narodno pozorište) je největší a nejdůležitější divadlo v zemi a řadí se mezi nejvýznamnější v jihovýchodní Evropě.
Otevřeno bylo v listopadu roku 1921 za účasti Branislava Nušiće, tehdejšího náčelníka uměleckého oddělení ministerstva školství. V roce 1946 doplnily činoherní scénu opera a balet. Historicky prvním operním představením byla Prodaná nevěsta od Bedřicha Smetany.
Původně pánský klub a obecní dům se sálem pro veřejné produkce adaptoval pro bosenské Národní divadlo český architekt Karel Pařík (autor dalších staveb v Sarajevu, např. radnice, arcibiskupské katedrály Nejsvětějšího srdce Ježíšova nebo šerijatské soudní školy a zemského muzea).
V roce 2005 byl nad vchod historické budovy (nachází se v centru města, nedaleko řeky Miljacky), umístěn její název v cyrilici; do té doby zde stál pouze v latince.